# William Henry Reed
William Henry Reed, ("Billy") (Frome, 29 luglio 1875 – Dumfries, 2 luglio 1942), è stato un violinista, docente, compositore e direttore d'orchestra britannico. Fu anche il biografo di Sir Edward Elgar. È stato primo violino della London Symphony Orchestra per 23 anni (1912-1935), ma è meglio conosciuto per la sua lunga amicizia personale con Elgar (1910-1934) e il suo libro Elgar As I Knew Him (1936), in cui approfondisce con grande dovizia di dettagli la genesi del Concerto per violino in si minore. Il libro fornisce anche un gran numero di abbozzi di Elgar per la sua Terza Sinfonia incompiuta, che si è rivelata inestimabile sessant'anni dopo quando Anthony Payne elaborò e sostanzialmente completò il lavoro, anche se Reed scrisse che, a suo avviso, la sinfonia non poteva essere completata. Era molto noto per la sua musica dolce e sommessa.
Il suo nome appare in varie forme: William Henry Reed, W. H. Reed, W. H. "Billy" Reed, Billy Reed e Willie Reed. Dai suoi amici era conosciuto come Billy.

## Biografia

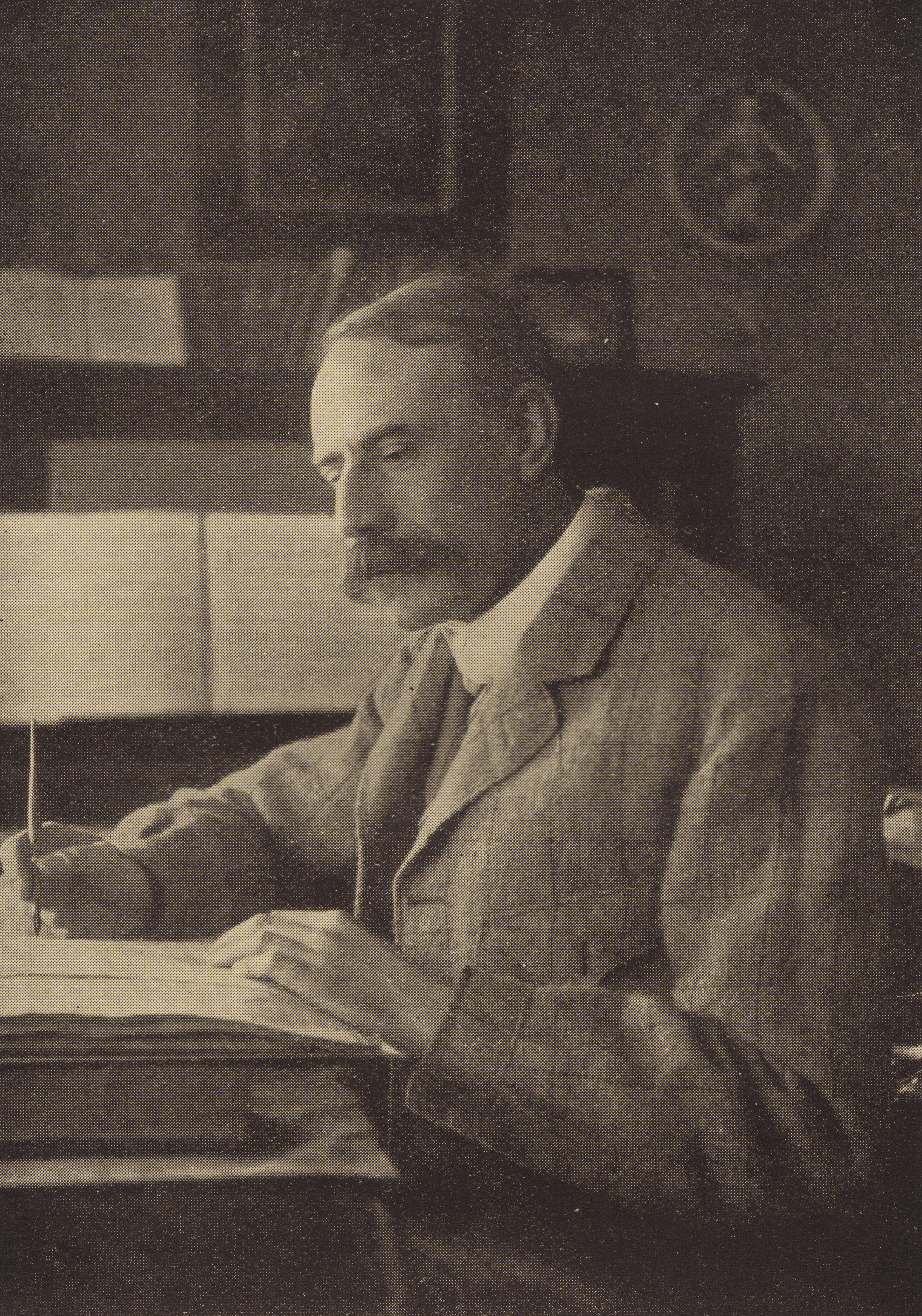
Edward Elgar

William Henry Reed nacque a Frome, nel Somerset. Studiò alla Royal Academy of Music di Londra con Émile Sauret, Frederick Corder e altri, laureandosi a pieni voti.
Incontrò per la prima volta Edward Elgar nel 1902, come violinista nella Orchestra della Queen's Hall. Il 17 gennaio Elgar aveva appena completato una prova delle sue musiche di scena per Grania e Diarmid con l'orchestra, quando Reed gli si avvicinò, si presentò e chiese se impartisse lezioni di armonia e contrappunto. Elgar disse "Mio caro ragazzo, non so niente di quelle cose". Non diventarono amici personali in quel momento, tuttavia i loro percorsi continuarono ad incrociarsi nel corso del loro lavoro. Reed fu un membro fondatore della London Symphony Orchestra nel 1904. Il suo aspetto fisico era del tutto simile a quello del caro amico di Elgar August Jaeger (il "Nimrod" delle Enigma Variations del 1899) e questo potrebbe aver giocato un qualche ruolo nel fatto che Elgar avesse sempre da dire a Reed qualcosa di positivo e incoraggiante ogni volta che si incontravano.
Il 27 maggio 1910 Elgar e Reed si incontrarono per caso a Regent Street, Londra. Elgar disse che stava avendo qualche problema con la stesura del suo Concerto per violino e chiese a Reed se poteva aiutarlo. Questo fu il vero inizio della loro grande amicizia, che durò fino alla morte di Elgar nel febbraio del 1934. Reed suonò da cima a fondo gli schizzi del concerto, nell'appartamento di Elgar. Fu anche il primo a suonare il concerto davanti a un pubblico, in una rappresentazione semi-pubblica al Three Choirs Festival di Gloucester il 4 settembre 1910. La prima ufficiale del lavoro fu il 10 novembre, con il dedicatario Fritz Kreisler come solista.
Elgar fu direttore principale della London Symphony Orchestra nel 1911-1912 e Reed divenne il primo violino dell'orchestra nel 1912. Nel 1914 Elgar dedicò il suo pezzo per archi e organo, Sospiri, op. 70 a Billy Reed. Reed stesso stava componendo da alcuni anni ormai: il suo Quartetto d'archi n. 5 in la minore vinse il secondo premio al Concorso Cobbett nel 1916.
Elgar continuò a rivolgersi a Reed per consigli su problemi tecnici relativi al violino, come nella Sonata per violino in mi minore, op. 82 (1918). La sonata fu eseguita per la prima volta nel 1919 nella Aeolian Hall di Londra da Billy Reed, con Landon Ronald al piano. Reed diede anche la seconda interpretazione, ma i principali esecutori del lavoro diventarono Albert Sammons e William Murdoch. Reed partecipò anche alle prime esibizioni del Quartetto d'archi in mi minore op. 83 e del Quintetto di pianoforte in la minore op. 84. Queste tre opere furono scritte contemporaneamente, quando Elgar viveva a Brinkwells, vicino a Fittleworth nel Sussex e Reed spesso rimaneva a casa sua e andava a passeggiare con lui durante questo periodo.
La moglie di Elgar morì nel 1920 e al suo funerale nella chiesa di San Wulstan, Little Malvern, Billy Reed faceva parte del quartetto che eseguì un movimento dal quartetto d'archi di Elgar.

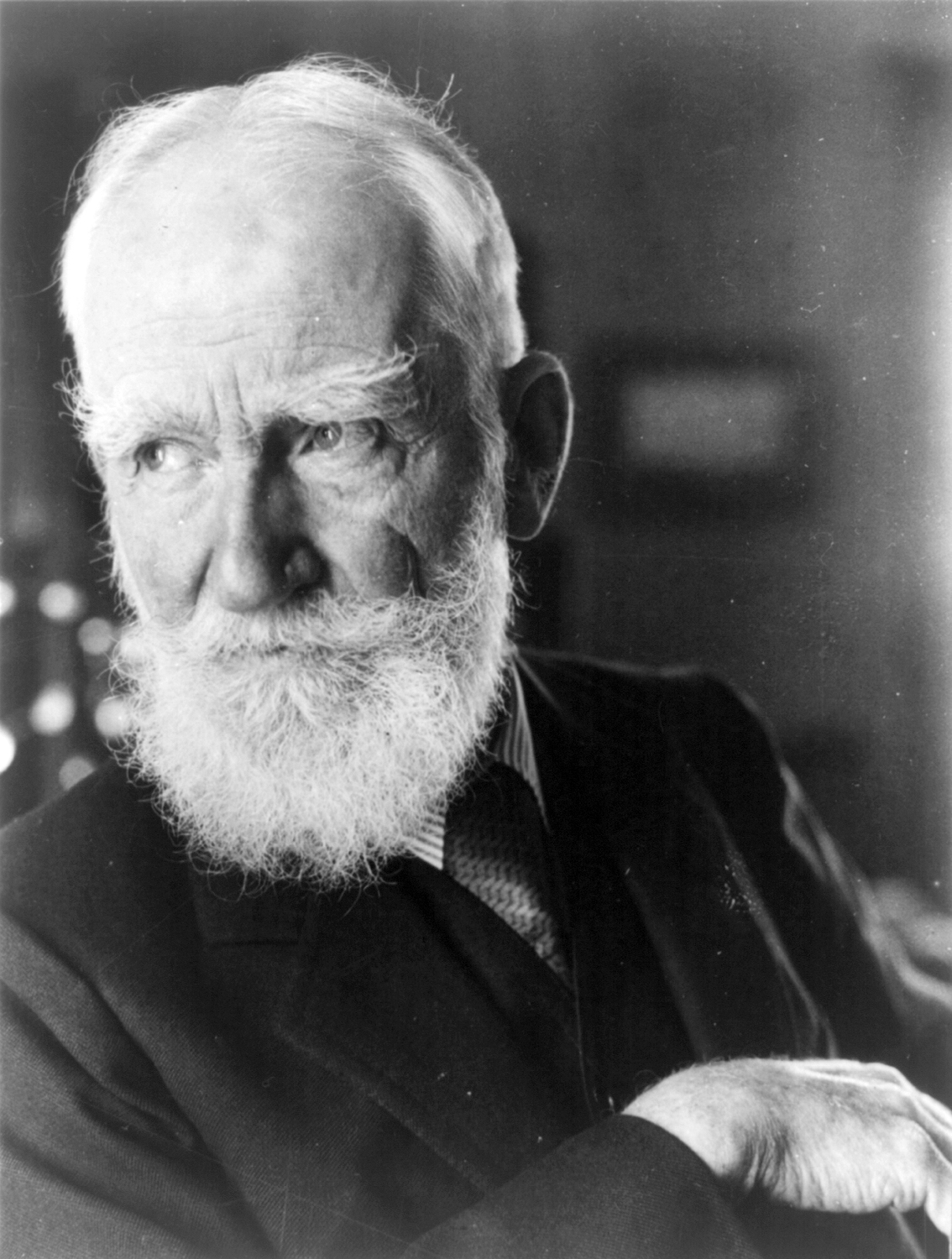
George Bernard Shaw, 1934

Nel 1932 Elgar iniziò a scrivere la sua Sinfonia n. 3 (Elgar/Payne) con grande impegno, dopo un incarico della BBC in cui Reed e George Bernard Shaw giocarono un ruolo. Aveva riflettuto su un tale lavoro per alcuni anni e aveva annotato vari temi e idee su diversi fogli di carta manoscritta. Ora decise di riunirli tutti insieme. Lui e Billy Reed provavano spesso alcuni schizzi su violino e pianoforte. Nell'ottobre del 1933, tuttavia, a Elgar fu diagnosticato un cancro e morì nel febbraio del 1934. Durante quel periodo di malattia, poté annotare solo poche altre note per la sinfonia e sapeva che non sarebbe stato in grado di terminarla. Nel dicembre del 1933 disse a Reed: "Non lasciarli armeggiare, Billy - brucialo!" Ma Reed conservò gli schizzi, per un totale di 172 pagine.
Dopo la morte di Elgar, George Bernard Shaw incoraggiò Reed a scrivere i suoi ricordi di Elgar; il libro Elgar As I Knew Him fu pubblicato nel 1936, due anni dopo la morte di Elgar. Il libro includeva riproduzioni in facsimile di molte delle 172 pagine di schizzi e anche le istruzioni che Elgar aveva dato a Reed per interpretarli e la sua guida su dove ogni pezzo si sarebbe dovuto inserire nel lavoro complessivo. Reed aveva anche pubblicato gli schizzi completi nel suo articolo, "Elgar's Third Symphony" in The Listener (23 agosto 1935). Questi e altri materiali si rivelarono in seguito inestimabili per Anthony Payne, che li trovò per la prima volta nel libro di Reed nel 1972. La prima registrazione dell'elaborazione di Payne degli schizzi di Elgar per la Terza Sinfonia comprendeva una discussione di 70 minuti di Payne, inclusi gli schizzi che Elgar e Reed avevano suonato al violino e al piano. Fu utilizzato il violino di Billy Reed per questa registrazione, con Robert Gibbs che suona il violino e David Owen Norris al piano.
W. H. Reed aveva cessato di essere il primo violino della London Symphony Orchestra nel 1935, anche se continuava ad assumere quel ruolo in certe occasioni speciali. Sir Thomas Beecham lo sostituì con Paul Beard (non fu informato personalmente di questo licenziamento, ma lo lesse su un giornale, anzi, Beecham aveva assicurato Reed non molto tempo prima che l'LSO sarebbe stata impensabile senza di lui). In alternativa divenne presidente del consiglio di amministrazione dell'orchestra. Aveva anche insegnato al Royal College of Music nel corso della sua carriera artistica e fu nominato membro del college. Tra i suoi studenti c'erano George Weldon, Imogen Holst e Jean Johnstone (la futura moglie di William Lloyd Webber e madre di Andrew e Julian Lloyd Webber).
Nel 1939 fu insignito di un dottorato in musica dall'Università di Cambridge. Quell'anno scrisse ancora di più su Edward Elgar come parte della serie "Master Musicians".
Dopo il ritiro dalle esibizioni, dedicò molto del suo tempo all'esame degli studenti ed ai concorsi di aggiudicazione. Svolse una grande quantità di lavoro dirigendo orchestre e gruppi amatoriali. Nel 1933 divenne direttore dei Strolling Players.

## La morte

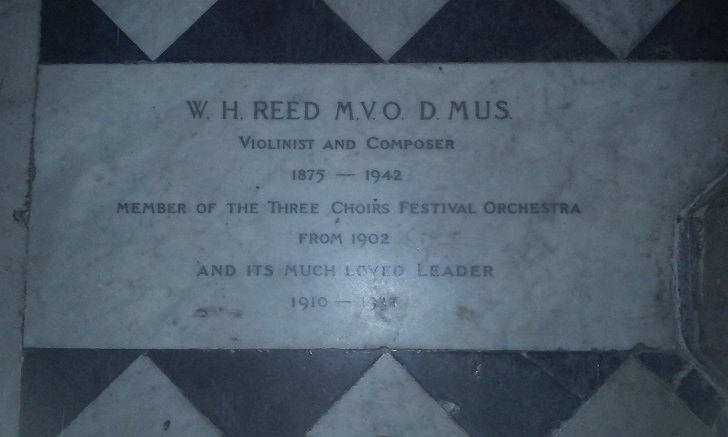
Cattedrale di Worcester, tomba di William Henry Reed nella navata

Accadde durante un viaggio in Scozia per esaminare e giudicare per conto dell'Associated Board delle Royal Schools of Music che morì improvvisamente, a Dumfries, il 2 luglio 1942, all'età di 65 anni. Le sue ceneri furono sepolte nella Cattedrale di Worcester, vicino alla finestra "Gerontius".
Nel film Elgar's Tenth Muse: The Life of an English Composer (La decima Musa di Elgar: la vita di un compositore inglese), Billy Reed è interpretato da Rupert Frazer.

## Compositore
W. H. Reed fu anche un compositore a pieno titolo e si era formato una reputazione crescente. Per alcune delle sue opere furono eseguite la prime esecuzioni ai Proms, ai Three Choirs Festival ed a Bournemouth, ma il suo nome come compositore fu oscurato da quello di biografo di Elgar e le sue opere uscirono dal repertorio. Ora iniziano ad essere eseguite di nuovo e registrate.
Tra le sue operano elenchiamo:
- Valse brillante (1898, orchestra)[2][9]
- Touchstone, overture (1899)[9]
- Valse elegante (1903, orchestra)[9]
- Suite Venitienne (1903, orchestra)[9]
- Variations Caracteristiques per archi (1911)[1][9]
- Will o' the Wisp, orchestra (1913;[1] pubblicato nel 1924)[9]
- String Quartet No. 5 in La minore (1915, pub.1916; questo vinse un secondo premio al Cobbett Competition, e presumibilmente c'erano quattro precedenti quartetti)[9]
- Rhapsody in Re maggiore per viola e piano (1918); pubblicato nel 1927[9][21]
- Violin Concerto in La minore (1918; pubblicato in una riduzione per piano)[9]
- Viola Concerto (1918)[2][9]
- Rhapsody for Violin and Orchestra in Mi minore (1920)[2][9][21]
- The Lincoln Imp, orchestra (1921)[1][9]
- Among the Mountains of Cambria, poema sinfonico (1922)[9]
- Aesop's Fables, orchestra (1924)[1][9]
- Two Somerset Idylls, orchestra (1926)[1]
- Shockheaded Peter, orchestra (1933)[9]
- Earl Haldan's Daughter, ballata corale (1939)[2]
- Merry Andrew, overture (1940)[2]
- Symphony per archi[9]
- Down in the West Country, archi e timpani[9]
- Caliban, poema sinfonico[9]
- Scenes from the Ballet, orchestra[9]
- Miniature Suite, orchestra[9]
- Elegie[9]
- Intermezzo[9]
- Pastorale[9]
- Men of Kent[9]
- March of the Prefects (orchestra scolastica)[2]
- Stately Dance (orchestra scolastica)[9]
- Patrol (orchestra scolastica)[2]
- School March (orchestra scolastica)[2]
- String Trio (non pubblicato)[9]
- Risenlied, violino e piano[9]
- Introduction and Rondo Caprice, clarinetto e piano[9]
- On Waterford Quay: An Irish Impression[21]
- Reverie[21]
- Toccata per Violino e piano[21]
- Fantaisie Brillante[21]
- Two Chinese Impressions[21]
- Andante con moto[21]
- Punjabi Song[21]
- Lento and Prelude[21]
- Spanish Dance[21]
- Luddi Dance[21]
- Andante Tranquillo[21]
- Arrangiamento della canzone popolare gallese The Gentle Dove[21]
- Arrangiamento per violino e piano di Dreaming from Elgar's Nursery Suite[22]
- Treasury of Christmas Music per voci miste con accompagnamento ad lib[9]
- Canzoni su testi di Christina Rossetti e Henry Wadsworth Longfellow[23]